# 181 a. C.
El año 181 a. C. fue un año del calendario romano prejuliano. En el Imperio romano, fue conocido como el año 573 Ab Urbe condita.

## Acontecimientos
- Primera cita de Apiano, de los lusones (celtíberos).
- Inicio de las guerras celtíberas.
- Fundación de la ciudad portuaria de Aquilea

## Nacimientos
- Ptolomeo VI, rey de Egipto.

- Datos: Q46355